# Archäologisches Museum Gaza
Das Archäologische Museum Gaza, von den Gründern einfach Al Mat'haf (arabisch المتحف, DMG al-Matḥaf ‚das Museum‘) genannt, ist ein kleines, von einem Privatmann namens Jawdat N. Khoudary auf der Grundlage seiner Sammlung im Jahr 2008 gegründetes Museum in der Stadt Gaza (Alrasheed-Straße). Es gehört zu einem Hotel gleichen Namens. Das Haus konzentriert sich auf archäologische Fundstücke, die aus dem Gazastreifen stammen. Das Museum wurde 2023 bei einem Luftangriff weitgehend zerstört, der Verbleib der Sammlung ist unklar.

## Geschichte und Bestände
Die Artefakte, die im Haus ausgestellt werden, reichen bis in die Bronzezeit zurück. Dazu gehören neben Werkzeugen, Keramik und Glaswaren, Münzen und Mosaiken aus römischer Zeit, aus der frühislamischen Periode, der Zeit des Königreichs Jerusalem bis in die jüngste Geschichte. Außerdem verfügt das Haus über eine Bibliothek.
Khoudary, der selbst Hotelbesitzer und Inhaber einer Baufirma ist, wies bei allen Baumaßnahmen an, die Artefakte zu sichern, obwohl dies vom Staat nicht als Verpflichtung auferlegt ist. Wie die New York Times schrieb, wurde das Museum aus Überresten abgerissener Häuser, Eisenbahnschwellen und zufällig entdeckten Marmorteilen erbaut.
Ab 2005 trug er sich, zusammen mit seiner Frau, mit Plänen, ein Museum zu gründen, zunächst in seinem Haus. Dabei handelte es sich um etwa 500 Artefakte. Unterstützung erhielt das Museum von Museen in Genf, wo das Musée d’Art et d’Histoire eine Sonderausstellung durchführte und die Katalogisierung übernahm. Der französische Archäologe Jean-Baptiste Humbert, Professor an der École biblique et archéologique française de Jérusalem, der selbst ab 1994 Ausgrabungen in Gaza geleitet hatte, und der palästinensische Archäologieadministrator Moain Sadeq, Leiter des entsprechenden Department of Antiquities, arbeiteten dabei zusammen.
Die Hamas-Regierung untersagte allerdings die Ausstellung von bestimmten Skulpturen, wie etwa die einer von Tauchern aufgefundenen, vollständig erhaltenen Aphrodite, aber auch von Menoras.
Im Januar 2009, kaum sechs Monate nach der Eröffnung, erlitt das Museum erhebliche Zerstörungen durch Waffengewalt, als sich israelische Bodentruppen in der Region befanden.
Am 3. November 2023 wurde das Museum nebst dem angrenzenden Hotel beschossen.